# لاسو (دزفول)
لاسو یک روستا در ایران است که در دهستان دره‌کاید واقع شده‌است.